# 圣梅达尔尼库尔比
圣梅达尔尼库尔比（法語：Saint-Médard-Nicourby，法語發音：[sɛ̃ medaʁ nikuʁbi]）是法国洛特省的一个市镇，位于该省东北部，属于菲雅克区。

## 地理
圣梅达尔尼库尔比（44°46'1"N, 2°1'13"E）面积7.77 平方千米，位于法国奧克西塔尼大區洛特省，该省份为法国西南部内陆省份，北起顺时针与科雷兹省、康塔爾省、阿韦龙省、塔恩-加龙省、洛特-加龍省和多尔多涅省接壤。
与圣梅达尔尼库尔比接壤的市镇（或旧市镇、城区）包括：戈尔斯、拉巴蒂德、蒙泰和布克萨勒、泰鲁。

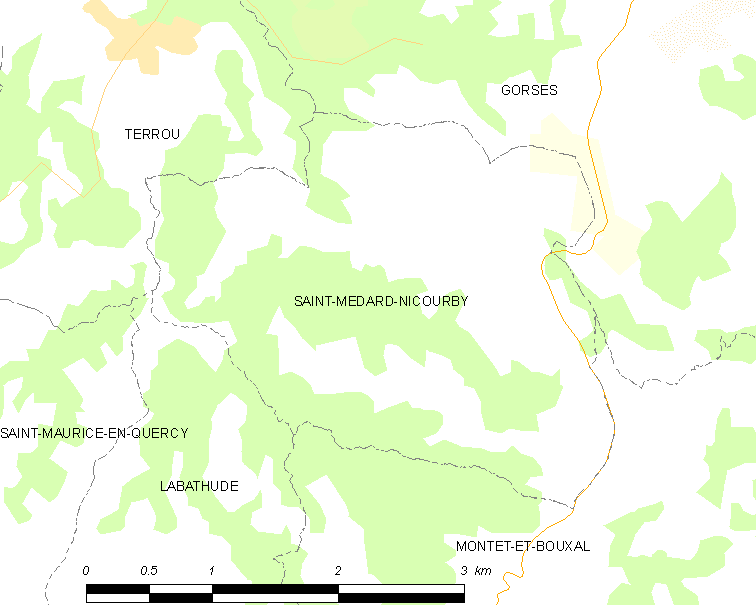
圣梅达尔尼库尔比的OSM定位图

圣梅达尔尼库尔比的时区为UTC+01:00、UTC+02:00（夏令时）。

## 行政
圣梅达尔尼库尔比的邮政编码为46210，INSEE市镇编码为46282。

## 政治
圣梅达尔尼库尔比所属的省级选区为拉卡佩勒马里瓦勒县。

## 人口

1962-2008年间圣梅达尔尼库尔比人口变化图示

圣梅达尔尼库尔比于2022年1月1日时的人口数量为98人。